# Републикански път III-3008
Републикански път IIІ-3008 е третокласен път, част от Републиканската пътна мрежа на България, преминаващ изцяло по територията на област Ловеч. Дължината му е 14,5 km.
Пътят се отклонява надясно при 144 km на Републикански път I-3 в центъра на село Петревене и се насочва на запад, а по-късно на юг през северната хълмиста част на Предбалкана. Минава през селата Беленци и Орешене и в южната част на последното се свързва с Републикански път III-103 при неговия 46,9 km.
| Пътища, отклоняващи се надясно (населено място, № на пътя, посока на пътя) | km   | Пътища, отклоняващи се наляво (посока на пътя, № на пътя, населено място) |
| -------------------------------------------------------------------------- | ---- | ------------------------------------------------------------------------- |
| Община Луковит, I-3, 144 km, с. Петревене →                                | 0,0  | → с. Петревене, 144 km, I-3, Община Луковит                               |
| (за с. Карлуково) общински път ←                                           | 4,5  | → общински път (за с. Румянцево)                                          |
| (за с. Стояновци) общински път, с. Беленци ←                               | 9,6  | с. Беленци                                                                |
| Община Ябланица                                                            | 11   | Община Ябланица                                                           |
| (до с. Брестница) III-103, 46,9 km, с. Орешене ←                           | 14,5 | ← с. Орешене, 46,9 km, III-103 (от гр. Мездра)                            |